# Robert Mouynet
Robert Mouynet (Toulouse, 1930. március 25. –) francia válogatott labdarúgó.

## Sikerei, díjai
- Franciaország
  - Labdarúgó-világbajnokság bronzérmese: 1958